# Eduard Vorobjov
Eduard Arkaďjevič Vorobjov (rusky Эдуард Аркадьевич Воробьёв, * 25. října 1938, Voroněž) je bývalý ruský a sovětský voják, od roku 1988 v hodnosti generálplukovníka. Byl posledním velitelem Střední skupiny sovětských vojsk, která byla rozmístěna v Československu od invaze v srpnu 1968 do roku 1991. V letech 1995–2007 byl poslancem Státní dumy zprvu za Demokratickou volbu Ruska, poté za Svaz pravicových sil. 

## Život
Narodil se ve Voroněži na jihozápadě Ruska. Jeho otec, kapitán Rudé armády, padl v roce 1945 při dobývání Vratislavi.
Vojákem byl Eduard Vorobjov od roku 1957, v roce 1961 dokončil studium na vojenské vysoké škole v Baku. Pak sloužil dva roky na západní Ukrajině a od roku 1963 ve Východním Německu. V roce 1968 se v hodnosti kapitána účastnil invaze vojsk Varšavské smlouvy do Československa jako velitel roty, která byla součástí sovětských jednotek, postupujících z východoněmeckého území. Pak vystudoval vojenskou akademii Michaila Vasiljeviče Frunzeho, velel motostřeleckému pluku ve Lvově a motostřelecké divizi v Arménii a v roce 1981 byl povýšen na generálmajora.
Roku 1985 byl jmenován velitelem 38. armády, následující rok byl přeložen do Turkestánského vojenského okruhu na post 1. zástupce velitele okruhu, zde zodpovídal za výcvik vojsk posílaných do Afghánistánu.
Do Československa se vrátil v roce 1987 na pozici velitele Střední skupiny vojsk, v které zůstal až do 27. června 1991, kdy jako poslední sovětský voják odešel ze země. Pak postoupil do funkce zástupce velitele pozemních sil pro bojovou přípravu a od roku 1992 1. zástupce velitele pozemních sil. V létě 1992 současně velel mírovým silám v Moldávii a na podzim vedl jednání s Tádžikistánem o osudu ruských vojsk na jeho území. V prosinci 1994 byl určen jako velitel v Čečensku, ale to odmítl a odešel z armády, formálně ze zdravotních důvodů.
V Sovětském svazu byl poslancem Nejvyšších sovětů Ukrajiny, Arménie a od roku 1989 i lidovým poslancem SSSR. Po odchodu z armády se přidal k pravicové Demokratické volbě Ruska, za kterou byl roku 1995 zvolen do Státní dumy. Ve volbách 1999 a 2003 úspěšně kandidoval za Svaz pravicových sil.